# Alea (gioco)

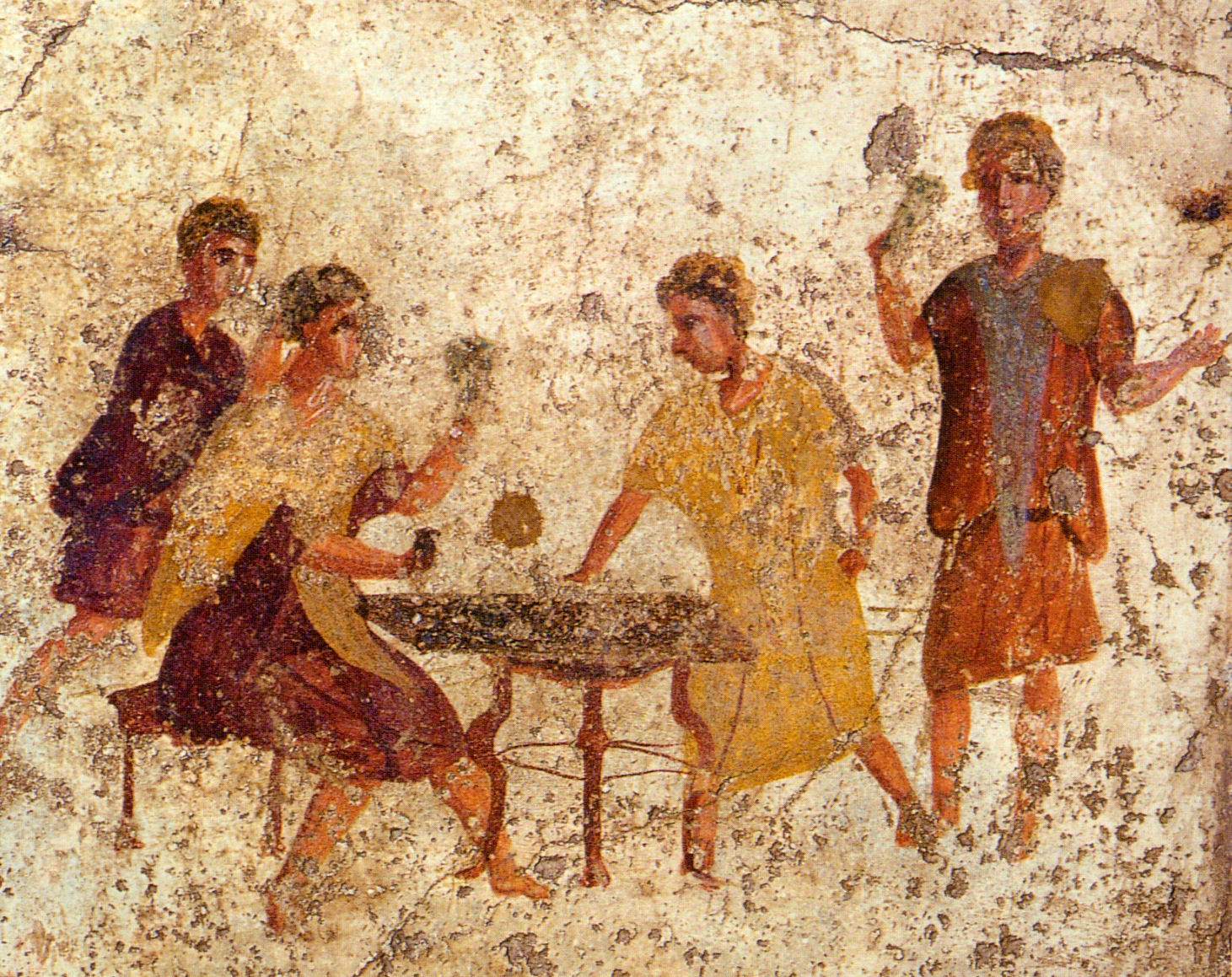
Giocatori di dadi. Affresco romano dallOsteria della Via di Mercurio a Pompei (VI 10, 1.19, stanza b)

Alea è un antico gioco da tavolo, di perizia e dadi, predecessore del gioco della tabula, entrambi progenitori del backgammon.
Sia alea che tabula appaiono in stretta relazione con il gioco noto come Ludus duodecim scriptorum: quest'ultimo, però, prevedeva una tavola con 36 caselle (3x12 con una fila centrale), anziché 24 (2x12, con le sole file laterali), caratteristica, quest'ultima, degli altri tre giochi

## Storia
Sembra ci sia un nesso tra il gioco dei dadi e l'astragalomanzia. Svetonio, infatti, parlando dell'imperatore romano, Augusto, riferisce:
(Svetonio, Augustus, 71.)
(Svetonio, Augustus, 83.)

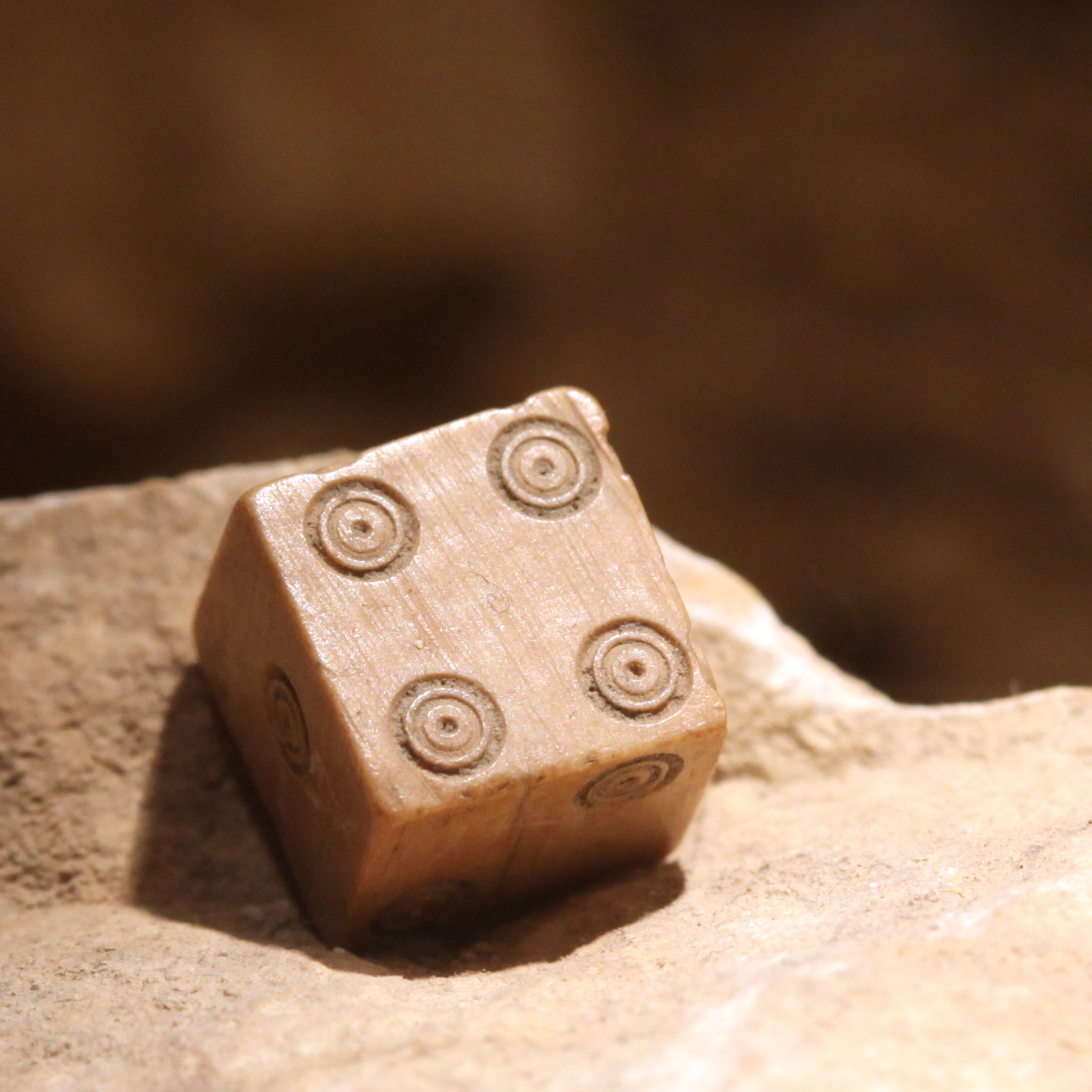
Tipico dado romano da gioco (presso il Museo romano di Losanna-Vidy)

In un'altra lettera ancora Svetonio racconta: 
(Svetonio, Augustus, 71.)
Scrivendo alla figlia, Augusto, le diceva:
(Svetonio, Augustus, 71.)
Si sa che l'alea era molto diffusa ed era il gioco preferito dall'imperatore romano Claudio: Svetonio narra di come l'imperatore non riuscisse a privarsene nemmeno durante i viaggi, tanto da portarne un tavoliere attaccato al carro durante gli spostamenti.
Al pari del tabula, il gioco dell'alea andò incontro a deprecazioni e divieti ecclesiastici (canone 79 del Concilio di Elvira, Spagna, 307 d.C.; Isidoro di Siviglia, Etymologiae, XVIII)) e civili (Codice Giustinianeo, 739‑742 d.C.).